# Vera Mendes
Vera Mendes is een gemeente in de Braziliaanse deelstaat Piauí. De gemeente telt 3.212 inwoners (schatting 2009).